# Lärjeån

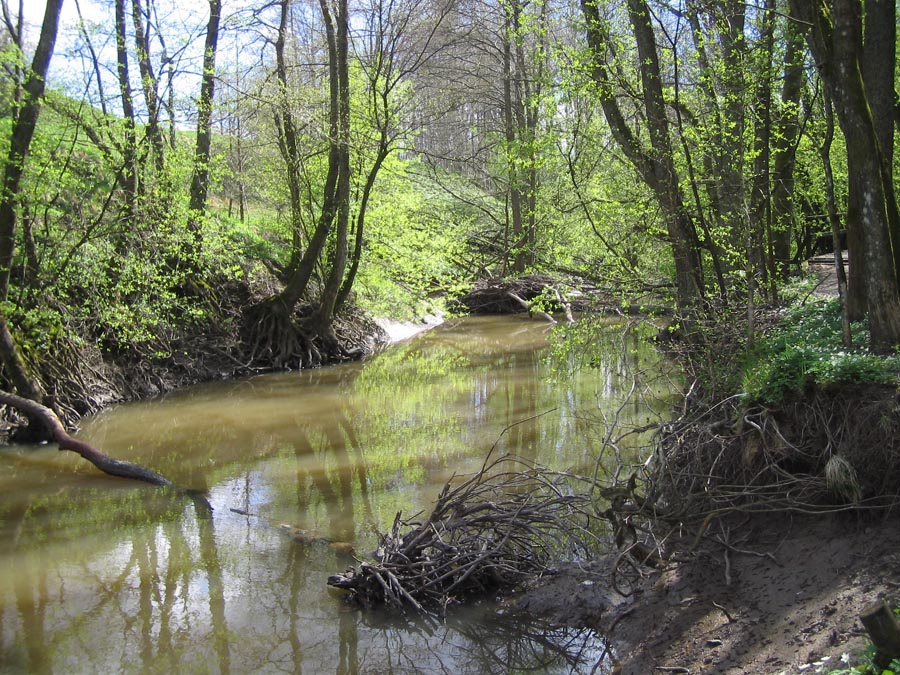
Natursköna Lärjeåns dalgång

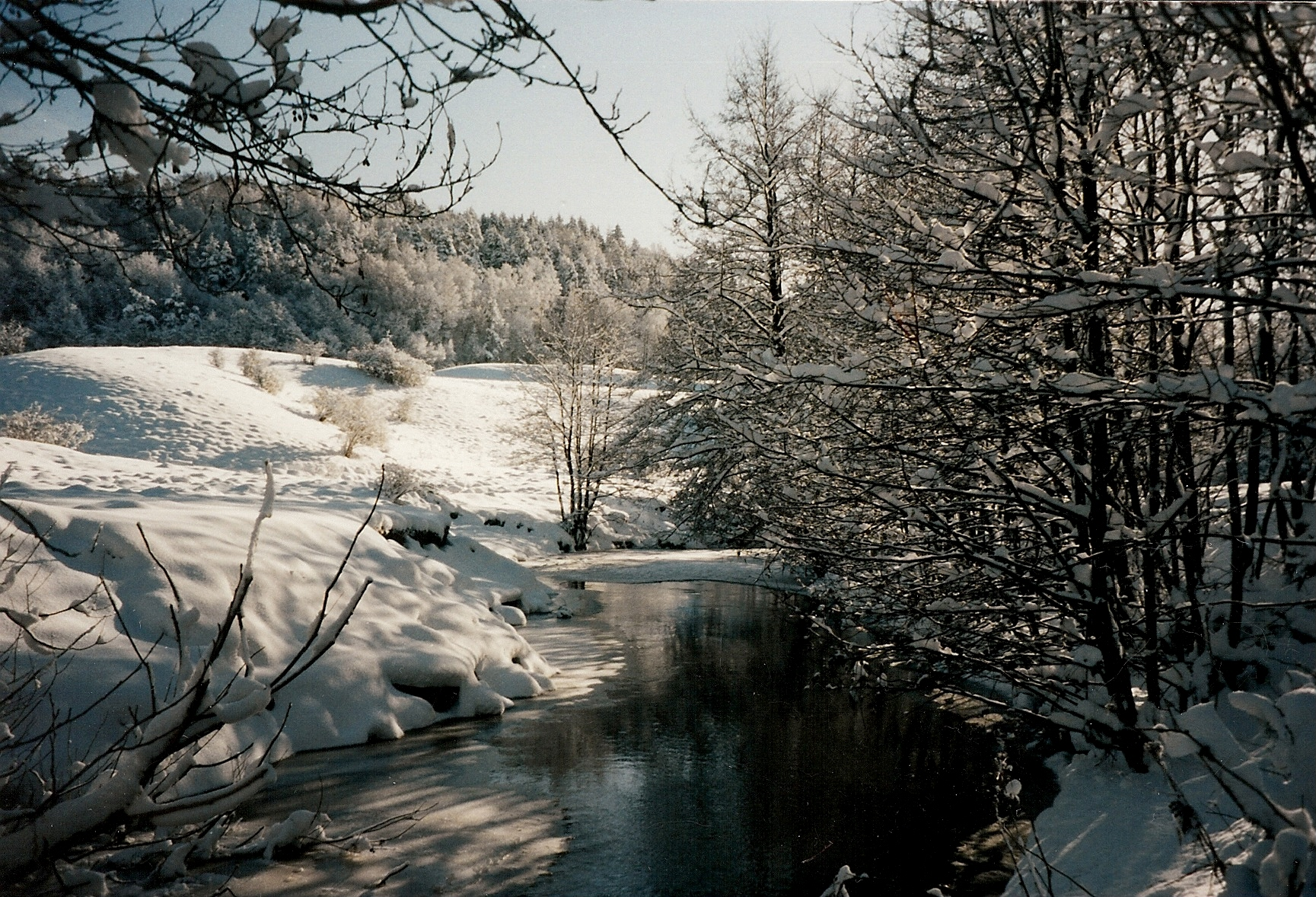
Lärjeån vintertid

Lärjeån är den å som gett före detta stadsdelen Lärjedalen i Göteborg dess namn. Den börjar norr om Gråbo och mynnar ut i Göta älv vid Lärjeholm. Längs ån löper länsväg 190, som i Linnarhult går på Linnarhultsbron över ån. Lärjeåns avrinningsområde omfattar 119 kvadratkilometer.

## Beskrivning
Dalgången runt Lärjeån omfattar cirka 29 kvadratkilometer. Mitt i dalen löper den naturligt meandrande Lärjeån, som skurit sig ner genom områdets stora lersediment.
Ån flyter genom en sprickdalgång som går från en rullstensås mellan Gråbo och Mjörn i öster till utloppet i Göta älv i väster. Området är en gammal fjorddal, och havet har avsatt lager av lera upp till en tjocklek av 70 meter. Därefter har området (genom landhöjningen efter senaste istiden) höjt sig över havet.
Under årtusendena sedan istidens slut har Lärjeån skurit sig ner genom de lätteroderade lersedimenten. Resultatet har längs med ån blivit ett ravin- och meanderlandskap som skiljer ut sig mot den i övrigt jämna lerplatån.¨
Den 8 december 2008 skede ett av många jordskred i dalgången, denna gången vid Krokryd. Skredet täckte en yta på 3,3 ha.

### Användning
Lärjeåns åkanter används bland annat av betande djur. Detta och det omgivande jordbruket har medfört att åvattnet är påverkat av avföring och bekämpningsmedel.

## Vattenstånd

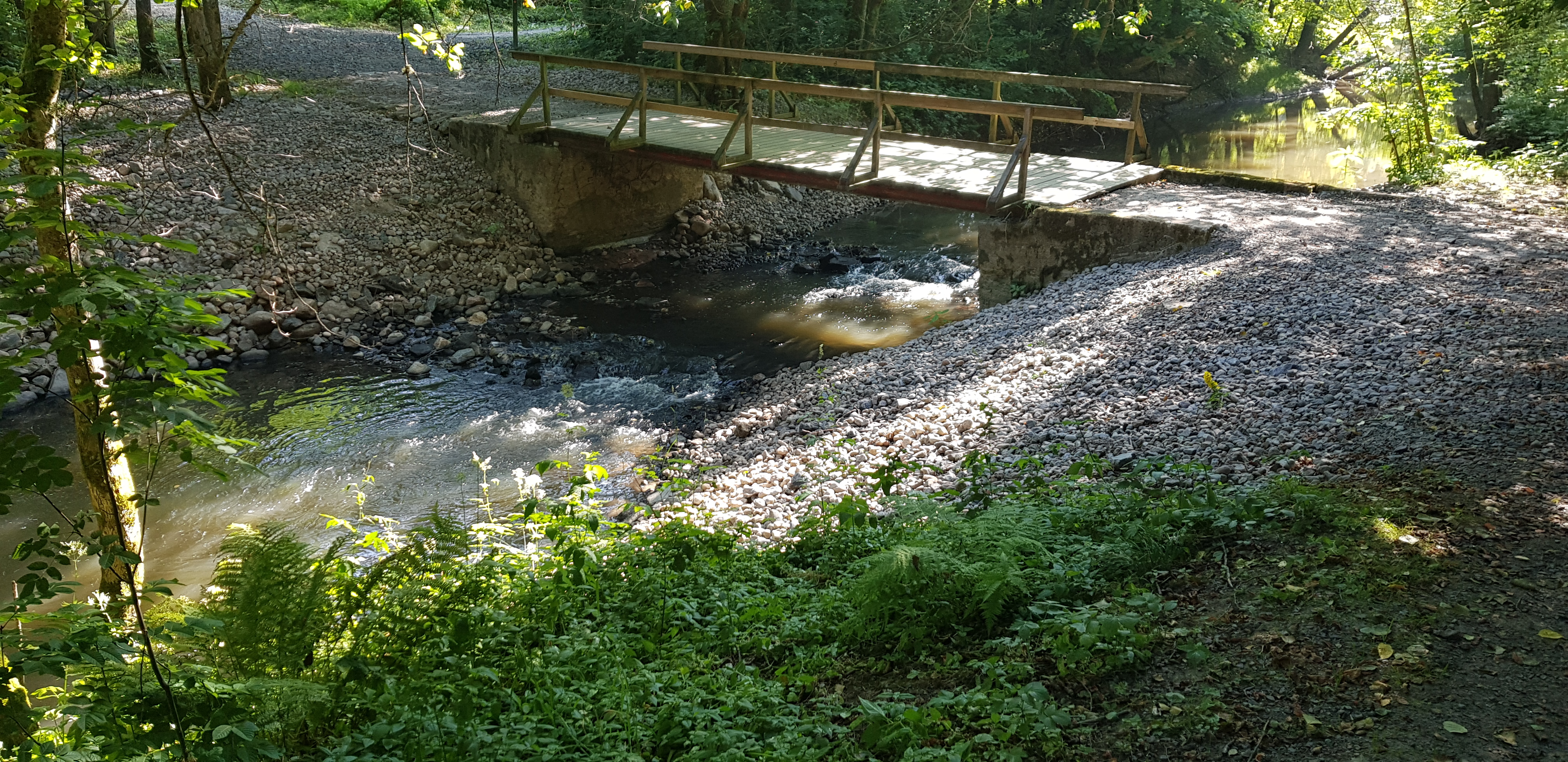
Lågvatten. Lärjeån under den torra sommaren 2018. Bilden tagen den 16 juli 2018

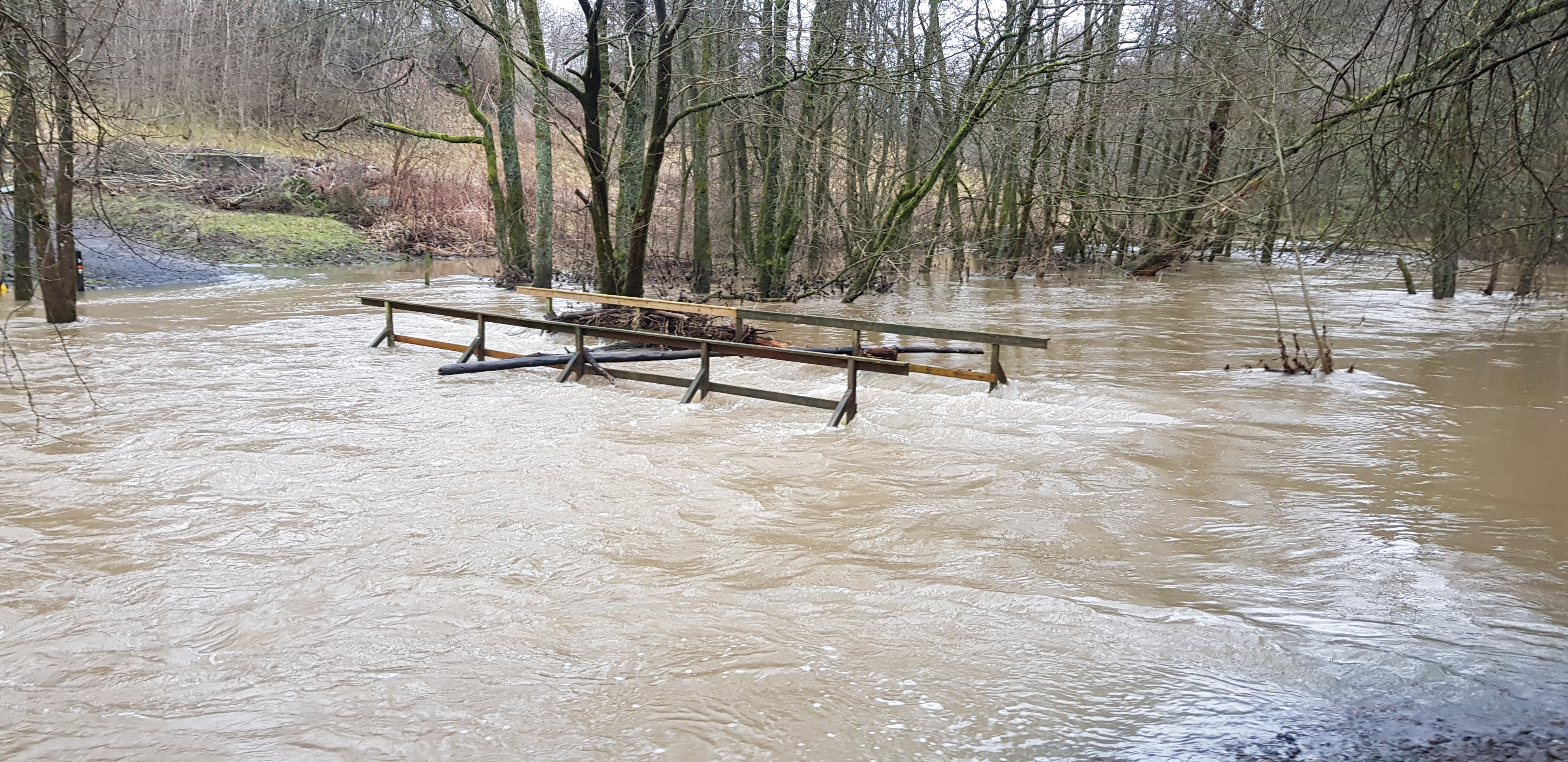
Högvatten. Lärjeån den 10 februari 2019, efter snösmältning. Bilden föreställer samma bro som bilden tagen vid lågvatten

Vattenståndet i Lärjeån varierar stort. Torra somrar förvandlas ån bitvis till en bäck, medan den vid snösmältning kan svämma över. Bilderna här intill visar samma bro över ån vid olika extrema vattenstånd. 
Den 27 mars 1969 beslöts att en bergtunnel skulle sprängas från tegelbruket i Angered genom Vättlefjäll och ner till Göta älv. Den skulle hjälpa Lärjeån att svälja högvatten vid regn i Angeredsstaden och kostade cirka 10 miljoner kronor.